# Lục địa Đại dương

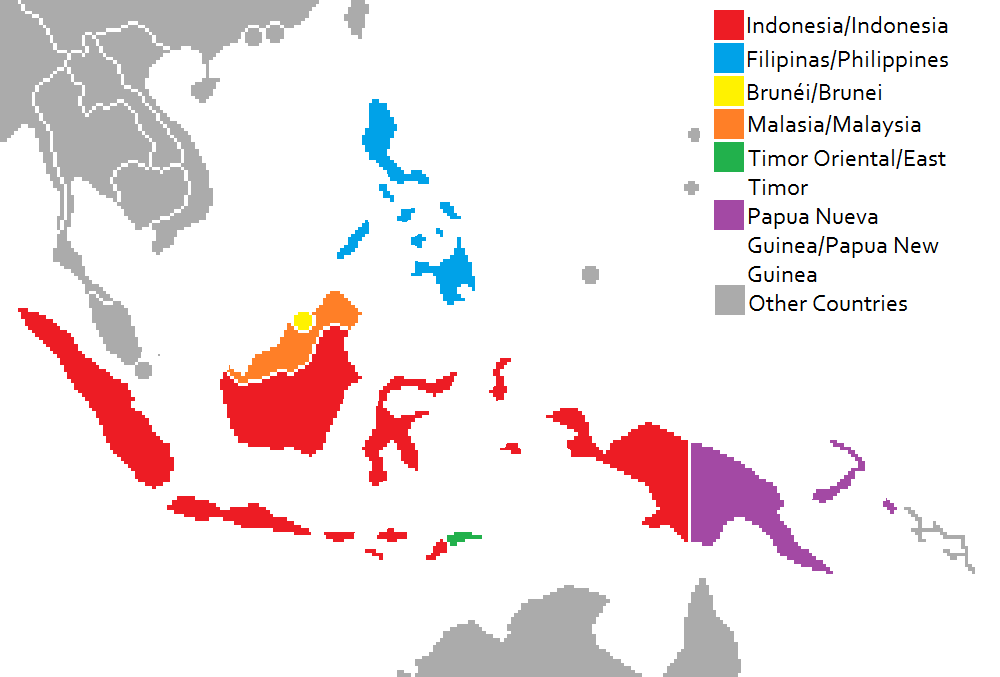
Lục địa Hàng hải bao gồm các đảo, bán đảo và vùng biển nông của Đông Nam Á

Lục địa Đại dương là tên được đặt chủ yếu bởi các nhà khí tượng học và nhà hải dương học cho khu vực Đông Nam Á, bao gồm, trong số các quốc gia như Indonesia, Philippines và Papua New Guinea. Nằm giữa Ấn Độ Dương và Thái Bình Dương, nó nằm trong khu vực đại dương ấm áp được gọi là Bể nóng Nhiệt đới.
Lục địa Đại dương bao gồm nhiều hòn đảo, bán đảo và biển nông. Vùng này có ý nghĩa về khí tượng học vì nó được coi là vùng nguồn năng lượng quan trọng nhất trong toàn bộ hệ thống lưu thông toàn cầu do một số yếu tố trùng khớp, quan trọng nhất là vị trí địa lý và địa hình, cả hai đều góp phần vào sự phát triển của Bể nóng Nhiệt đới, là khu vực rộng lớn ấm nhất của đại dương trên Trái đất.
Được đặt ra bởi Colin Ramage vào năm 1968, tên này kết hợp các thuật ngữ giữa 2 từ đại dương và lục địa thường được sử dụng như là đối lập trong mô tả khí hậu. Không khí địa dương ẩm ướt, và không khí lục địa khô.
Ở khu vực Đông Nam Á, các khối đất và khối nước, nói một cách đại khái, phân bố khá đều. Hơn nữa, các khối đất được đặc trưng bởi những ngọn núi cao, và biển là một trong những nơi ấm nhất trên trái đất. Điều này tạo ra một vùng dông lan rộng khắp nơi, bơm một lượng lớn hơi ẩm và tỏa nhiệt cao vào bầu khí quyển, từ đó cung cấp cho những cơn gió trên cao thổi bao quanh toàn cầu.